# Szártalan bábakalács
A szártalan bábakalács (Carlina acaulis) a fészkesvirágzatúak (Asterales) rendjébe és az őszirózsafélék (Asteraceae) családjába tartozó faj. A Bükki Nemzeti Park címernövénye. Hegyi rétek, legelők, kaszálók ritkuló növénye. A Mátrában megtalálhatóak állományai.
„Sok népi hiedelem kötődik e növényhez- például a lovak nyakára kötötték, mert úgy tartották, hogy elmulasztja a fáradtságot. Időjós tulajdonsággal is felruházták: ha becsukódott, eső jött. Zsenge belsejét ették is.“
Fogyasztása tilos, szerepel az OGYÉI tiltólistáján is.

## Megjelenése
Alacsony termetű növény, színével szinte beleolvad a környezetébe, a sárga fűszálak közé. Levelei mélyen hasogatottak, a karéjok csúcsa szúrós tövisben végződik. A levél széle is fogazott, teljesen a földhöz simul. A levelek között nyílik a virág: 3-5 centiméter átmérőjű, a közönséges bábakalácshoz hasonlóan az ezüstfehér fészekpikkelyek a feltűnőbbek. Ezek csúcsáig mérve a virág átmérője 5-10 cm, de ritkán 15 cm is lehet. A szalmasárga vagy szürkésfehér csöves virágok kevésbé szembetűnőek. A virágok esős időben bezáródnak, így védve a rothadástól a növényt. Június-augusztusban virágzik. Termése kaszat.

## Alfajok, változatok
- Carlina acaulis subsp. caulescens (Lam.) Schübl. & G.Martens
- Carlina acaulis var. alpina Jacq.